# Homophoberia cristata
Homophoberia cristata är en fjärilsart som beskrevs av Morrison 1875. Homophoberia cristata ingår i släktet Homophoberia och familjen nattflyn. Inga underarter finns listade i Catalogue of Life.